# Faye White
Faye Deborah White (Horley, 2 de febrero de 1978) es una exfutbolista británica que fue capitana del Arsenal Women Football Club en la Women's Super League y es la capitana de la Selección femenina de fútbol de Inglaterra con más años de servicio hasta la fecha. Su carrera con las Lionesses (como se conoce a las futbolistas de la selección) abarcó 15 años y cinco finales de grandes torneos, cuatro de ellas como capitana. Ganadora de la Liga de Campeones Femenina de la UEFA, conquistó los dos títulos de Liga y la Women's FA Cup en tres décadas diferentes con el Arsenal. White fue reconocida por sus servicios al deporte en la Lista de Honores de Año Nuevo de la Reina de 2007, siendo nombrada Miembro de la Orden del Imperio Británico (MBE). En reconocimiento a sus logros fue incluida en el Salón de la Fama del fútbol inglés en 2015.

## Trayectoria nacional
White comenzó a jugar al fútbol a los diez años, uniéndose a los entrenamientos del equipo Horley Town de su hermano. Después de tres años de jugar con en aquel equipo, decidió ir a una sesión de entrenamiento exclusivamente femenina, en la que conoció a Jim Muir, el entrenador del equipo femenino local Horsham Ladies. Comenzó a jugar en el filial antes de convertirse en jugadora del primer equipo a los 14 años. Cuando tenía 16 años y todavía estaba en Horsham, White fue convocada para formar parte de la selección nacional por Ted Copeland.
En la temporada 1996-97, Vic Akers y el equipo Arsenal Women Football Club eligieron a White y así hizo su primer partido internacional frente a Escocia. White irrumpió en el primer equipo, consolidando una posición en el corazón de la defensa central del Arsenal. Ese año recogió su primer trofeo, la FA Women's Premier League.
En 1997-98 fue nombrada Jugadora del Año de la Premier League por su actuación en el norte de Londres. El Arsenal ganó la Copa FA Femenina y la Copa de la Premier League.
White tuvo gran éxito a pesar de sufrir numerosas lesiones, entre las que cabe mencionar dos lesiones del ligamento cruzado que la mantuvieron fuera del fútbol durante nueve meses en cada una de esas ocasiones. Durante su carrera acumuló 31 trofeos importantes a nivel de competiciones de clubes, ganando la FA Women's Premier League en 10 ocasiones (y durante siete años consecutivos entre la temporada 2003-04 y la de 2009-10), la  Women's FA Cup nueve veces, la Copa de la Liga Femenina seis veces y la Superliga femenina inaugural de la FA en 2011.
Mientras White era capitana, el Arsenal ganó "El Cuádruple" (Liga de Campeones Femenina de la UEFA, Premier League, Copa FA, Copa de la Liga), dos "Trebles" (las tres principales competiciones nacionales) y cuatro "Dobles" (título de Liga y Copa FA). El club se mantuvo invicto en 108 partidos de liga entre 2003 y 2009 y ganó 51 partidos de liga consecutivos entre 2006 y 2008. La victoria de la Liga de Campeones Femenina de la UEFA en 2007 sigue siendo la única victoria de un equipo inglés en la principal competición europea desde el inicio del torneo.
En marzo de 2013 anunció su retiro de la carrera como jugadora después de 17 años como profesional.

## Trayectoria internacional
White hizo su debut con Inglaterra frente a Escocia en 1997, a los 19 años, y posteriormente frente a Francia en 1998, cuando fue titular en el partido. White pasó a representar a su país en su primer gran torneo en la Eurocopa 2001 en Alemania.
En 2002, Hope Powell la nombró capitana de Inglaterra en el partido frente a Nigeria, durante la campaña de clasificación para la Copa Mundial Femenina de Futbol de la FIFA en Estados Unidos. White conservaría el brazalete hasta su retiro internacional en 2012.
Dirigió a la Selección femenina de fútbol de Inglaterra, las Leonas, en la Eurocopa 2005 en Inglaterra, en la Copa Mundial Femenina de la FIFA 2007 en China, en laEurocopa 2009 en Finlandia y en la Copa Mundial Femenina de la FIFA 2011 en Alemania.
En los cuartos de final de la Copa del Mundo de 2007 frente a Estados Unidos en Tianjin, White se rompió la nariz a raíz de un codazo de Abby Wambach diez minutos antes del final de la primera parte. White jugó el resto del partido a pesar de la lesión, haciendo varios despejes de cabeza que fueron clave para el partido, pero no pudo evitar perder ante la selección nacional mejor clasificada del mundo.
En 2009, en su tercera final de un campeonato importante como capitana, White llevó a la selección a la final de laEurocopa 2009 en Helsinki, Finlandia, donde el equipo perdió ante Alemania. En la final, tuvo que llevar una prótesis protectora tras haberse roto el pómulo en cuartos de final frente a Finlandia en Turku, pues habían pasado apenas seis días desde la operación quirúrgica.
En la tanda de penaltis de cuartos de final de la Copa Mundial Femenina de la FIFA 2011 frente a Francia en el BayArena de Leverkusen (Alemania), White falló el quinto penalti de Inglaterra, lo que resultó en la victoria de las francesas 4-3 que fueron las que se clasificaron para las semifinales.
White fue una de las primeras jugadoras en recibir un contrato por parte de la Asociación Inglesa de Fútbol, y también fue embajadora de la candidatura Inglaterra a la Copa del Mundo 2018.
En abril de 2012, justo antes del anuncio de la formación del equipo de Gran Bretaña para el torneo olímpico femenino de fútbol, White, mientras se recuperaba de una cirugía de rodilla, anunció que estaba embaraza y tomó la decisión de retirarse de la competición de fútbol internacional.
Cuando la FA anunció su programa de dorsales para honrar el 50.º aniversario del partido internacional inaugural de Inglaterra, se le asignó el dorsal 120.

### Goles en competiciones internacionales
| #  | Fecha                   | Evento                       | Adversario        | Resultado | Competencia                                         | Anotado |
| -- | ----------------------- | ---------------------------- | ----------------- | --------- | --------------------------------------------------- | ------- |
| 1  | 21 de abril de 1998     | The Hawthorns, West Bromwich | Italia            | 1–2       | Amigable                                            | 1       |
| 2  | 14 de mayo de 1998      | Boundary Park, Oldham        | Noruega           | 1–2       | Copa Mundial de la FIFA 1999 Clasificación.         | 1       |
| 4  | 14 de noviembre de 2003 | Deepdale, Preston            | Escocia           | 5-0       | Amigable                                            | 2       |
| 5  | 6 de marzo de 2008      | Mourneview Park, Lurgan      | Irlanda del Norte | 2-0       | Campeonato de la UEFA 2009 Clasificación.           | 1       |
| 6  | 8 de mayo de 2008       | Darida, Minsk                | Bielorrusia       | 6-1       | Campeonato de la UEFA 2009 Clasificación.           | 1       |
| 7  | 11 de febrero de 2009   | Lárnaca                      | Finlandia         | 4-1       | Amigable                                            | 1       |
| 8  | 31 de agosto de 2009    | Veritas Stadion, Turku       | Suecia            | 1–1       | Campeonato de la UEFA de 2009                       | 1       |
| 9  | 25 de octubre de 2009   | Bloomfield Road, Blackpool   | Malta             | 8-0       | Clasificación para la Copa Mundial de la FIFA 2011. | 1       |
| 10 | 1 de marzo de 2010      | GSP Stadium, Nicosia         | Italia            | 3–2       | Copa de Chipre                                      | 1       |
| 11 | 20 de mayo de 2010      | Centenary Stadium, Ta' Qali  | Malta             | 4-0       | Clasificación para la Copa Mundial de la FIFA 2011. | 1       |
| 12 | 19 de junio de 2010     | Aranda de Duero              | España            | 2–2       | Clasificación para la Copa Mundial de la FIFA 2011. | 1       |

## Reconocimientos

### Arsenal[7]
- FA Women's Premier League National Division: 1996–97, 2000–01, 2001–02, 2003–04, 2004–05, 2005–06, 2006–07, 2007–08, 2008–09, 2009–10
- Women's Super League: 2011
- Women's FA Cup: 1997–1998, 1998–1999, 2000–01, 2003–04, 2005–06, 2006–07, 2007–08, 2008–09, 2010–11
- FA Women's Premier League Cup: 1997–98, 1998–99, 1999–2000, 2000–01, 2004–05, 2008–09
- Women's FA Community Shield: 2000, 2001, 2005, 2006, 2008[16]
- UEFA Women's Cup: 2006–07[17]

### Inglaterra
- Subcampeona del Campeonato Femenino de la UEFA: 2009[18]

### Individual
- Miembro de la Orden del Imperio Británico: 2007[1]
- Salón de la fama del fútbol inglés: 2015[2]
- Jugadora del año de la FA: 1997–98[cita requerida]

### Otros reconocimientos
White recibió un título honorífico de la Universidad de Hertfordshire en noviembre de 2013.
White actuó como embajadora para la final de la Liga de Campeones Femenina de la UEFA 2012-13 en Londres. También es embajadora de la organización benéfica deportiva Football Foundation.

## Trayectoria más allá del futbol
White nació y creció en Horley, Surrey. Estudió en el colegio público Reigate College en Surrey, y más adelante regresó para abrir su nuevo centro deportivo en 2010. 
Fue responsable de marketing del Arsenal LFC en la FA WSL y es masajista deportiva cualificada. White aparece de forma habitual como comentarista y experta en estudios en televisión y radio para la BBC, BT Sport, SKY Sports, FATV, ESPN, Eurosport y Radio 5 Live.
Se casó con el exjugador de baloncesto Keith Mulholland y tiene dos hijos; Lukas, nacido en 2012 y Jake, nacido en 2016.